# Kunstmuseum Dnipro

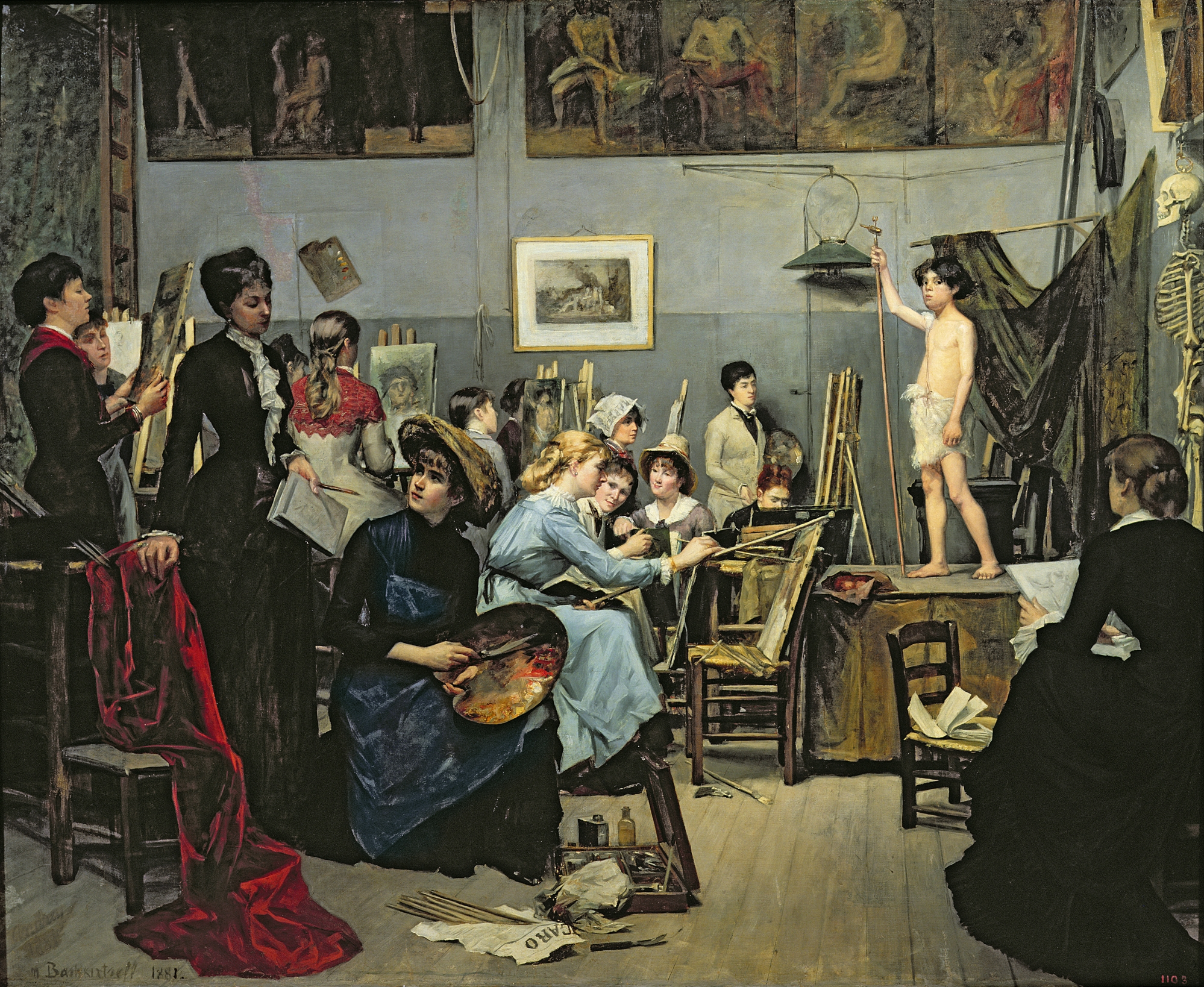
Gemälde von Marie Bashkirtseff

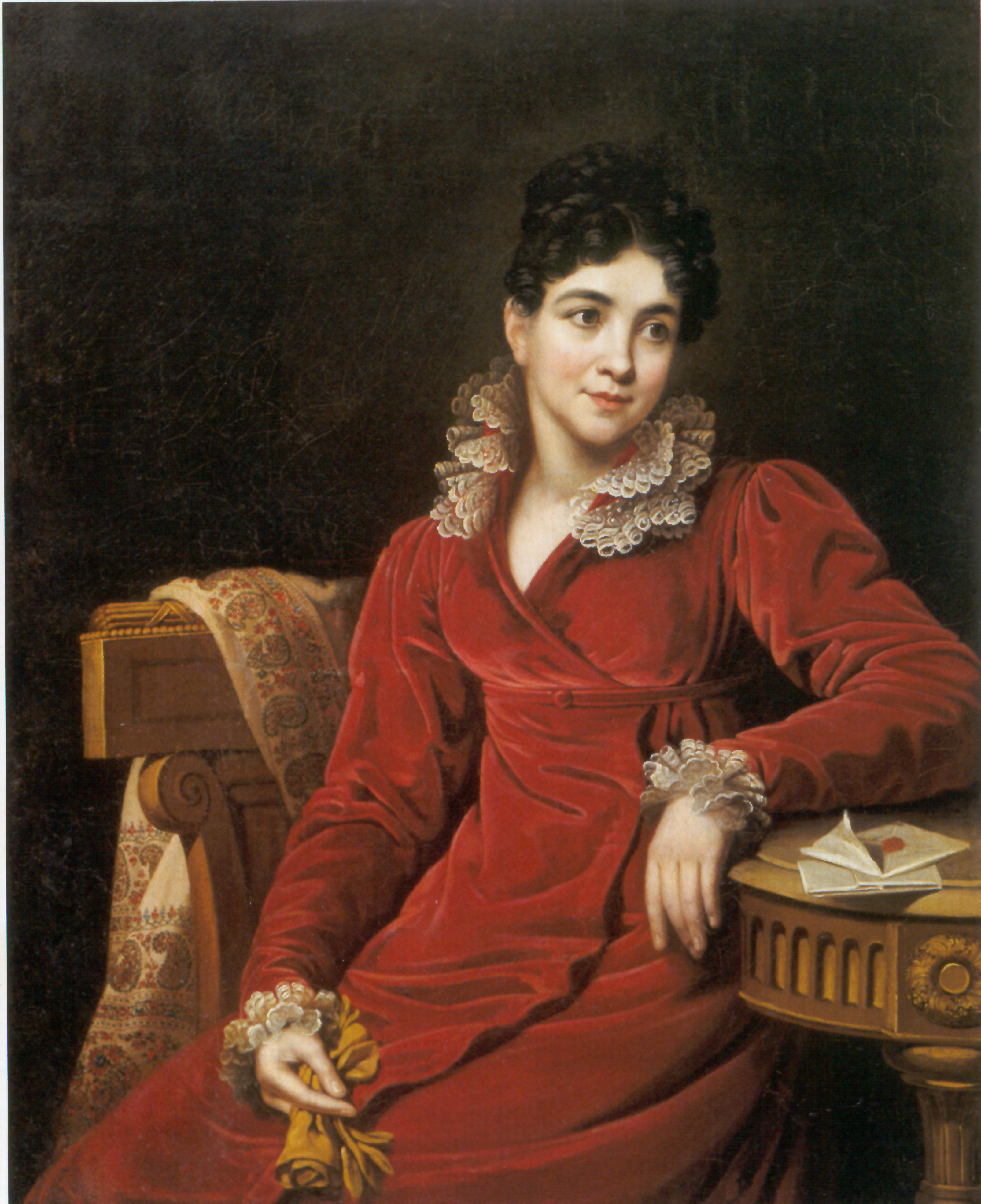
Gemälde von Janos Rombauer

Das Kunstmuseum Dnipro (ukrainisch Дніпровський художній музей, russisch Днепровский художественный музей) ist ein Kunstmuseum im Stadtrajon Sobor der ukrainischen Stadt Dnipro.

## Geschichte
Das Museum wurde 1914 auf Initiative des Kunstkomitees der Wissenschaftlichen Gesellschaft Jekaterinoslaw gegründet. Die erste Ausstellung der Gemäldegalerie, bei der 64 Werke bedeutender russischer und ukrainischer Künstler ausgestellt wurden, fand im Studentenpalast statt. In den 1920er Jahren beherbergte das Chrennikowhaus (heute "Grand Hotel Ukraine") die Ausstellung. In dieser Zeit wuchs die Ausstellung um Werke ost- sowie westeuropäischer Künstler unter anderem aus den Sammlungen von Dimitri Jawornitzki sowie der Eremitage in Sankt Petersburg und der Tretjakow-Galerie in Moskau. Im Jahr 1936 spendete Isaak Israilewitsch Brodski etwa 300 seiner Werke, welche bis heute zu den bedeutendsten Exponaten des Museums gehören. Das Museum wurde im Zuge des Zweiten Weltkrieges wurde das Museumsgebäude stark beschädigt und aus dem nicht evakuierten Museumsbereich wurden geschätzt 1000 Exponate durch Truppen des nationalsozialistischen Deutschlands entwendet. Das Museum konnte seine Arbeit jedoch schon 1947 aufnehmen. Die heutige Sammlung umfasst 8500 Kunstwerke ost- und westeuropäischer sowie orientalischer Künstler vom 16. bis zum 21. Jahrhundert. Das Museum wurde in letzter Zeit stark durch die Werke von Dniproer Künstlern erweitert. Besondere Bedeutung gilt auch der aus Dnipro und seiner Umgebung stammenden Petrykiwka-Malerei, dazu gehören unter anderem Tetjana Pata, Nadija Bilokin, Fedir Panko und Wassyl Sokolenko.

## Dauerausstellung
Die Dauerausstellung des Museums zeigt die Werke von: Wladimir Lukitsch Borowikowski, Iwan Iwanowitsch Schischkin, Isaak Iljitsch Lewitan, Konstantin Alexejewitsch Korowin, Walentin Alexandrowitsch Serow, Ilja Jefimowitsch Repin, Wladimir Jegorowitsch Makowski, Mykola Pymonenko, Oleksandr Muraschko, Dawid Dawidowitsch Burljuk, Boris Dmitrijewitsch Grigorjew, Kiriak Kostandi (ukrainisch Киріак Костянтинович Костанді) und Sergej Wasilkowski (ukrainisch Сергій Іванович Васильківський) und besonders die Arbeiten von Michael Saposchnikow (Михаил Иванович Сапожников).